# PSA International

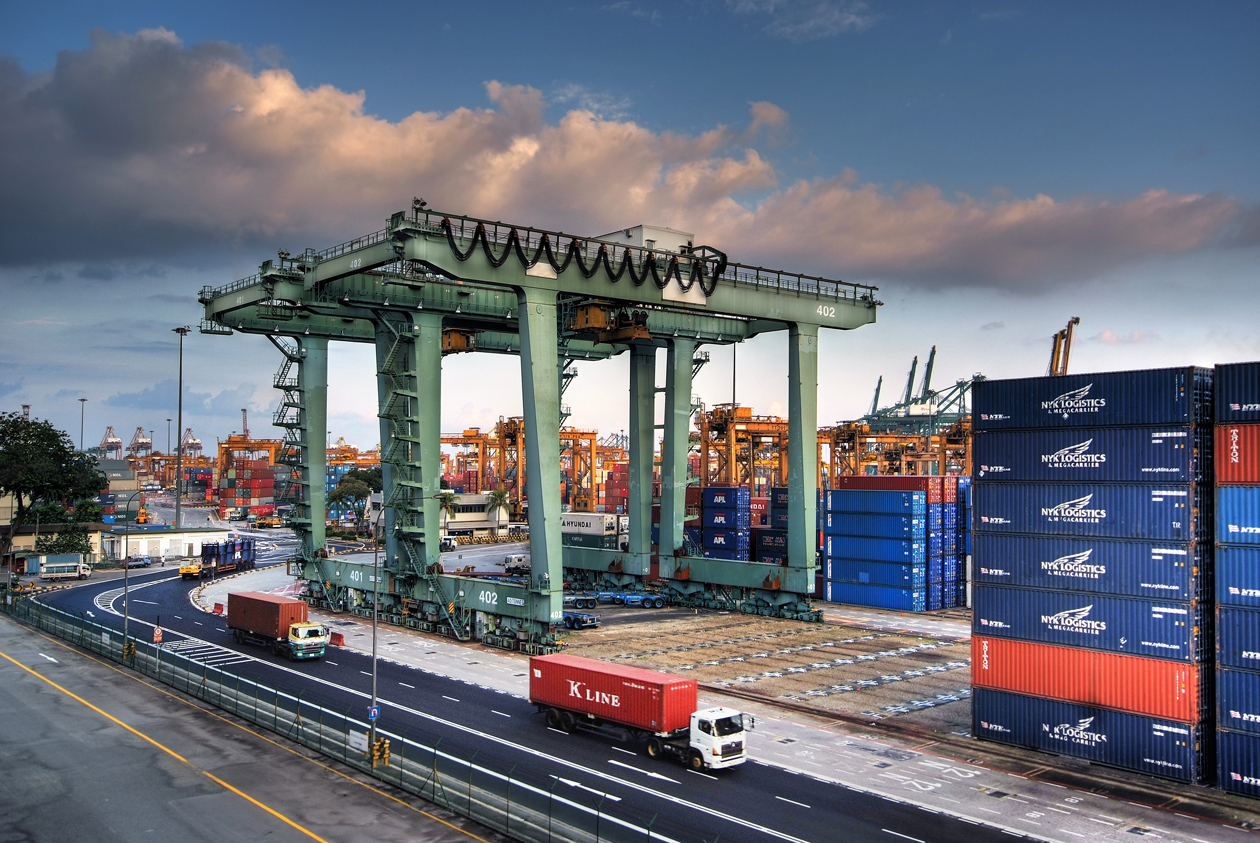
Il port di Singapore, gestito dalla PSA International

La "PSA International Pte Ltd", ex "Port of Singapore Authority", è uno dei maggiori operatori portuali del mondo con sede a Singapore.

## Storia
Nel 1863 Tan Kim Ching, il mercante più importante di Singapore dell'epoca, fondò con 120.000 dollari la "Tanjong Pagar Dock Company" (quella che sarebbe diventata la Port of Singapore Authority), acquistò due navi a vapore, la "Siam" e la "Singapore", e lanciò la "Tanjong Pagar Dock Co."
La "Port of Singapore Authority" è stata fondata il 1º aprile 1964 per rilevare le funzioni, le attività e le responsabilità della "Singapore Harbour Board". Il 25 agosto 1997 fu approvato un disegno di legge per la privatizzazione del "Port of Singapore Authority", mentre la "PSA Corporation Ltd" (in cinese: 新加坡港务集团有限公司) fu privatizzata il 1º ottobre 1997.
La PSA è stata ristrutturata nel dicembre del 2003 assumendo il nome di "PSA International Pte Ltd" (in cinese: PSA国际港务集团有限公司) e diventando la più importante holding delle società Grupp PSA.

## Espansione globale
A partire dal 2011, accanto alle attività di punta della "PSA Singapore Terminals" e della "PSA Antwerp", PSA partecipa in 29 progetti portuali in 17 paesi fra Asia, Europa e le Americhe.

## PSA Marine
La "PSA Marine Pte Ltd", una società sussidiaria interamente controllata dalla "PSA International", fornisce servizi marittimi e di trasporto in genere. Questi servizio comprendono il pilotaggio, servizio di rimorchiatore per porti e terminal, trasporto oceanico, navi di supporto per le piattaforme petrolifere e di estrazione del gas, carichi pesanti, servizi di recupero del sversamento di petrolio e relativa bonifica.